# Fire Squad - Incubo di fuoco
Fire Squad - Incubo di fuoco (Only the Brave) è un film del 2017 diretto da Joseph Kosinski.
La pellicola, basata sull'articolo di GQ "No Exit" di Sean Flynn, racconta la vicenda di un gruppo di vigili del fuoco che combatterono per spegnere l'incendio di Yarnell Hill, avvenuto in Arizona nel 2013, in cui persero la vita 19 membri del gruppo.

## Trama
Eric Marsh, sovrintendente della Fire and Rescue Crew 7 a Prescott, in Arizona, riceve una chiamata al Cave Creek Complex Wildfire. A causa dello status di Crew 7 come vigili del fuoco comunali, la previsione di Eric che l'incendio minaccerà un quartiere vicino viene ignorata da un gruppo di hotshot della California. Il fuoco si comporta come Eric ha anticipato e il quartiere viene distrutto. La moglie di Eric, Amanda, suggerisce di parlare con Duane Steinbrink, il capo dei vigili del fuoco della città, per completare la certificazione dei Crew 7 come hotshot wildfire. Duane avverte che l'equipaggio ora dovrà impegnarsi in una stagione lavorativa più lunga. Questo frustra Amanda, che si risente per il modo in cui il lavoro di Eric gli impedisce di voler dare vita ad una famiglia.
Brendan McDonough è disoccupato, svogliato e abusa di droga. La sua ex ragazza Natalie è incinta del suo bambino, ma ritiene il ragazzo troppo irresponsabile per essere parte della sua vita. Quando viene arrestato per furto, la madre lo caccia di casa. Quando sua figlia è nata, Brendan vuole provvedere a lei e concorre a un posto come pompiere. Eric lo assume nonostante le riserve di alcuni membri della squadra. L'equipaggio si allena duramente, per essere infine schierato a macchia d'olio per la valutazione, che viene superata con successo, facendoli diventare gli Hotshots di Granite Mountain. Nel contempo anche Natalie inizia ad accettare Brendan, permettendogli di trascorrere del tempo con la loro figlia.
La squadra combatte diversi incendi, tra cui il salvataggio di un albero storico di ginepro, ma Brendan viene morso da un serpente a sonagli mentre cammina lungo una linea di fuoco. Mentre si riprende in ospedale, sua madre suggerisce a Brendan di riconsiderare la sua pericolosa carriera per il bene di sua figlia. In seguito Brendan parla con Eric del fatto che vorrebbe trasferirsi per fare un lavoro meno pericoloso. Eric è contrariato e suggerisce che il passato criminale di Brendan rende quasi impossibile un trasferimento, e che tornerà alla droga senza realizzarsi come hotshot. Eric e Amanda discutono sull'atteggiamento di Eric riguardo alle priorità di Brendan e alla sua stessa riluttanza ad avviare una famiglia. Eric ha un accorato discorso con Duane, e quando torna a casa dice ad Amanda che è pronto per iniziare una famiglia.
I Granite Mountain Hotshots sono chiamati a sedare l'incendio di Yarnell Hill, a 30 miglia da Prescott. Guidando verso l'area, Eric dice al suo secondo in comando, Jesse, che si dimetterà e che lo consiglierà come sovrintendente. Camminando nella zona del fuoco, Eric dice a Brendan che lo aiuterà ad assicurarsi un trasferimento in modo da poter passare più tempo con la sua famiglia. L'equipaggio inizia un'ustione controllata per contenere il fuoco, ma un aereo cisterna lo scambia per un incendio secondario e lo spegne. L'equipaggio è quindi costretto a trasferirsi, ed Eric manda Brendan su un terreno più alto come punto di osservazione. Quando il vento improvvisamente si sposta, Brendan viene salvato da un'altra squadra di hotshot, che evacua verso il quartier generale temporaneo. Il resto dell'equipaggio dei Granite Mountain Hotshots si dirige invece verso una zona sicura designata.
Il fuoco prende velocità e salta nella zona di sicurezza, proseguendo verso i Granite Mountain Hotshots. L'equipaggio prepara una piccola zona di sicurezza ed Eric chiama aiuto aereo via radio, ma il tanker aereo manca la zona e perciò l'equipaggio dispiega i suoi rifugi antincendio personali compatti di emergenza. Mentre il fuoco divampa sopra l'equipaggio, le chiamate radio non ricevono risposta. Brendan sente la chiamata radio dal primo elicottero che raggiunge il sito: tutti i 19 membri del corpo sono morti. Le famiglie si riuniscono in una palestra della scuola di Prescott. Giunge la voce che solo uno è sopravvissuto, ma nessuna informazione su chi. Quando Brendan arriva in palestra, 19 famiglie scoprono immediatamente che i loro cari sono deceduti. Tre anni dopo, Brendan porta sua figlia all'albero di ginepro che è stato salvato dall'equipaggio.

## Produzione
Con il titolo di lavorazione Granite Mountain, le riprese del film sono iniziate a giugno 2016 nel Nuovo Messico, nelle città di Santa Fe e Los Alamos. Fanno parte del cast principale Josh Brolin, Miles Teller, Jeff Bridges, James Badge Dale, Taylor Kitsch e Jennifer Connelly.

## Promozione
Il primo trailer è stato diffuso il 19 luglio 2017, con il titolo cambiato da Granite Mountain a Only the Brave.

## Distribuzione
Il film è stato distribuito nelle sale cinematografiche statunitensi il 20 ottobre 2017, mentre in quelle italiane a partire dal 22 agosto 2018.